# 1,2-butandiol
1,2-butandiolul este un compus organic cu formula chimică HOCH2(HO)CHCH2CH3. Este unul dintre izomerii butandiolului, fiind un diol vicinal. Este un compus lichid și incolor. Este chiral, dar se regăsește de obicei sub formă de amestec racemic.

## Obținere
1,2-butandiolul este sintetizat industrial prin reacția de hidratare a 1,2-epoxibutanului. Este și un produs secundar al obținerii de 1,4-butandiol din butadienă.